# Geoff Barrow
Geoffrey Paul (Geoff) Barrow (Walton in Gordano, 9 december 1971) is een Engelse muzikant en producer, bekend van Portishead.
In 1991 richtte Barrow, samen met Adrian Utley en Beth Gibbons de triphop-band Portishead op. Portishead is vernoemd naar een stadje nabij Bristol, waar het drietal opgroeide. Hoewel Portishead in de pers als triphop omschreven wordt, heeft Barrow liever niet dat zijn muziek tot dit genre gerekend wordt.
Barrow was in zijn jeugd een grote fan van hiphop, hij keek heel erg op naar de Wu-Tang Clan en haalde uit hun muziek ook inspiratie voor zijn eigen platen. In 2003 werkte hij als producer voor het eerst samen met hiphop-artiesten, Stephanie McKay, Gravediggaz en The Pharcyde.
In 2001 richtte Barrow Invada Records op, een platenlabel voor metal-muziek.
Produceerde het album Primary Colours van The Horrors dat in 2009 uitkwam.